# Promesse (singolo)
Promesse (from the original Netflix series "DI4RI") è un singolo del cantautore e rapper italiano LDA, pubblicato il 6 dicembre 2023.

## Descrizione
Il brano è stato pubblicato come singolo digitale il 6 dicembre 2023 ed è entrato in rotazione radiofonica in Italia a partire dal successivo 8 dicembre. Il brano fa parte della colonna sonora della serie televisiva italiana prodotta da Netflix Di4ri. In merito al brano il cantautore ha raccontato:

## Tracce
Testi di Luca D'Alessio e Alessandro Caiazza, musiche di Luca D'Alessio e Kekko D'Alessio.
1. Promesse (from the original Netflix series "DI4RI") – 2:26